# Brent Liufau

a Compétitions nationales et continentales officielles uniquement.

b Matchs officiels uniquement.
Dernière mise à jour le 18 août 2025.
Brent Liufau, né le 21 mars 2004, est un joueur français de rugby à XV jouant aux postes de troisième ligne centre ou de deuxième ligne au sein de la Section paloise.
Il remporte le Championnat du monde junior en 2023 avec l'équipe de France des moins de 20 ans.

## Biographie

### Jeunesse et formation
Brent Liufau est originaire de Wallis, il rejoint la Nouvelle-Calédonie et commence le rugby au CREC de Nouméa. Il est le cousin de Xavi Taele (en), joueur ayant représenté la sélection néo-zélandaise des moins de 20 ans et les Māori.
À partir de 2020, il rejoint le centre de formation de la Section paloise.
En avril 2022, il est tout d'abord sélectionné par l'équipe de France des moins de 18 ans. Puis, l'équipe de France des moins de 20 ans le sélectionne pour la première fois en juin suivant pour disputer les Six Nations Summer Series, compétition où il dispute trois rencontres.

### Carrière professionnelle
Brent Liufau est intégré dans l'effectif professionnel de la Section paloise à partir de la saison 2022-2023. Il dispute son premier match professionnel en Challenge Cup, alors âgé de dix-huit ans en décembre 2022, il est titulaire au poste de troisième ligne centre,. En janvier suivant, il est retenu pour le Tournoi des Six Nations des moins de 20 ans. Il est titulaire en deuxième ligne lors des deux premières rencontres et inscrit un essai contre l'Irlande. Il dispute également les deux dernières journées, en tant que remplaçant et la France termine la compétition à la seconde place.  En mai, il prolonge son contrat avec son club jusqu'en juin 2027. Le mois suivant, il est sélectionné pour le Championnat du monde junior 2023 en compagnie de trois autres sectionnistes: Théo Attissogbé, Clément Mondinat et Hugo Auradou. Titulaire en deuxième ligne au côté de son coéquipier de la Section paloise Hugo Auradou lors du premier match contre le Japon, il inscrit un essai. Pour le seconde match de poule face aux Baby Blacks, Liufau est aligné aux côtés de Posolo Tuilagi et inscrit un nouvel essai. À la fin de la compétition, il est sacré champion du monde avec ses coéquipiers après avoir remporté largement la finale sur le score de 50 à 14 face aux Irlandais où il est remplaçant.
Brent Liufau commence la saison 2023-2024 auréolé de son titre de champion du monde junior obtenu durant l'été. Cependant, il subit des blessures à répétition. Après une blessure au genou en préparation estivale, il fait son retour dans le groupe pour affronter le RC Toulon en décembre 2024, avant de disputer 75 minutes face aux Sharks, en raison de la blessure en cours de match de Guillaume Ducat. Prévu comme titulaire pour le match suivant de Challenge Cup 2023-2024 face aux Dragons RFC, il subit une fracture et une luxation à la cheville pendant l'échauffement, compromettant sérieusement sa fin de saison. À la suite de sa grave blessure survenue en décembre 2024, Liufau récupère à temps afin de participer à l'édition 2024 du Championnat du monde junior en Afrique du Sud. Il est sélectionné aux côtés de Thomas Souverbie, Axel Desperes et Fabien Brau-Boirie. Il joue le premier match de la compétition, face à l'Espagne, en tant que titulaire au poste de troisième ligne centre. Il est ensuite remplaçant lors de trois autre matchs, dont la finale que son équipe perd face à l'Angleterre,.
Lors de la saison 2024-2025, une nouvelle succession de blessures limite ses apparition à une seule, face aux Dragons en Challenge Cup en janvier 2025,.

## Palmarès
- Vainqueur du Championnat du monde junior en 2023 avec l'équipe de France des moins de 20 ans.